# Campionati del mondo di atletica leggera 1993 - Maratona maschile
La maratona maschile si è tenuta il 14 agosto 1993.

## Record
| Record prima dei Campionati mondiali | Record prima dei Campionati mondiali | Record prima dei Campionati mondiali | Record prima dei Campionati mondiali | Record prima dei Campionati mondiali |
| ------------------------------------ | ------------------------------------ | ------------------------------------ | ------------------------------------ | ------------------------------------ |
| Record Mondiali                      | Belayneh Densamo (ETH)               | 2:06:50                              | 17 Aprile 1988                       | Rotterdam, Paesi Bassi               |
| Record Campionati                    | Robert de Castella (AUS)             | 2:10:03                              | 14 agosto 1983                       | Helsinki Finlandia                   |
| Miglior Tempo Stagionale             | Kim Wan-Ki (KOR)                     | 2:09:25                              | 21 Marzo 1993                        | Kyong-Ju, Corea del Sud              |

## Classifica finale
| Pos         | Atleta                     | Tempo   | Note |
| ----------- | -------------------------- | ------- | ---- |
| 1           | Mark Plaatjes (USA)        | 2:13:57 |      |
| 2           | Luketz Swartbooi (NAM)     | 2:14:11 |      |
| 3           | Bert van Vlaanderen (NLD)  | 2:15:12 |      |
| 4           | Kim Jae-ryong (KOR)        | 2:17:14 |      |
| 5           | Tadao Uchikoshi (JPN)      | 2:17:54 |      |
| 6           | Konrad Dobler (DEU)        | 2:18:28 |      |
| 7           | Boniface Merande (KEN)     | 2:18:52 |      |
| 8           | Aleksey Zhelonkin (RUS)    | 2:18:52 |      |
| 9           | Tahar Mansouri (TUN)       | 2:18:54 |      |
| 10          | Peter Maher (CAN)          | 2:19:26 |      |
| 11          | Simon Robert Naali (TZA)   | 2:19:30 |      |
| 12          | Kurt Stenzel (DEU)         | 2:19:53 |      |
| 13          | Steve Jones (GBR)          | 2:20:04 |      |
| 14          | Chang Ki-Shik (KOR)        | 2:20:40 |      |
| 15          | Said Ermili (MAR)          | 2:22:17 |      |
| 16          | Hitoshi Saotome (JPN)      | 2:22:17 |      |
| 17          | Elphas Ginindza (SWZ)      | 2:23:00 |      |
| 18          | Cihangir Demirel (TUR)     | 2:23:02 |      |
| 19          | Mirko Vindiš (SLO)         | 2:23:31 |      |
| 20          | Mukhamet Nazipov (RUS)     | 2:24:07 |      |
| 21          | Juma Ikangaa (TZA)         | 2:24:23 |      |
| 22          | Vladimir Kotov (BLR)       | 2:24:26 |      |
| 23          | Sid-Ali Sakhri (DZA)       | 2:24:35 |      |
| 24          | Raf Wyns (BEL)             | 2:25:30 |      |
| 25          | Dominique Chauvelier (FRA) | 2:27:26 |      |
| 26          | Art Boileau (CAN)          | 2:27:30 |      |
| 27          | Alejandro Aros (CHI)       | 2:27:56 |      |
| 28          | Roy Dooney (IRL)           | 2:28:04 |      |
| 29          | Petr Pipa (SVK)            | 2:28:05 |      |
| 30          | Harri Hänninen (FIN)       | 2:28:07 |      |
| 31          | Igor Salamun (SLO)         | 2:28:56 |      |
| 32          | Omar Abdillahi (DJI)       | 2:29:28 |      |
| 33          | Chad Bennion (USA)         | 2:29:37 |      |
| 34          | Tena Negere (ETH)          | 2:29:46 |      |
| 35          | Martin Vrabel (SVK)        | 2:30:37 |      |
| 36          | Moses Matabane (LES)       | 2:30:40 |      |
| 37          | Gi-Sheng Hsu (TPE)         | 2:30:56 |      |
| 38          | Negash Dube (ETH)          | 2:33:03 |      |
| 39          | Alberto Cuba (CUB)         | 2:34:26 |      |
| 40          | Kuruppu Karunaratne (SRI)  | 2:34:47 |      |
| 41          | Takeharu Honda (JPN)       | 2:37:48 |      |
| 42          | Mothusi Tsiana (BOT)       | 2:42:10 |      |
| 43          | Yeung Ng Fai (HKG)         | 2:55:17 |      |
| Ritirati    |                            |         |      |
| —           | Chaouki Achour (DZA)       | DNF     |      |
| —           | Marnix Goegebeur (BEL)     | DNF     |      |
| —           | Peter Fonseca (CAN)        | DNF     |      |
| —           | Eladio Fernandez (PRY)     | DNF     |      |
| —           | Roland Wille (LIE)         | DNF     |      |
| —           | Brad Hudson (USA)          | DNF     |      |
| —           | John Vermeule (NLD)        | DNF     |      |
| —           | Stephan Freigang (DEU)     | DNF     |      |
| —           | Abebe Mekonnen (ETH)       | DNF     |      |
| —           | Malcolm Norwood (AUS)      | DNF     |      |
| —           | Fred Schumann (GUM)        | DNF     |      |
| —           | Willie Mtolo (RSA)         | DNF     |      |
| —           | Salvatore Bettiol (ITA)    | DNF     |      |
| —           | Artur de Freitas (BRA)     | DNF     |      |
| —           | Mohamed Kamel Selmi (DZA)  | DNF     |      |
| —           | Carlos Patricio (PRT)      | DNF     |      |
| —           | Thierry Constantin (SUI)   | DNF     |      |
| —           | Leszek Bebło (POL)         | DNF     |      |
| —           | Juan Torres (ESP)          | DNF     |      |
| —           | Paul Evans (GBR)           | DNF     |      |
| —           | Thomas Robert Naali (TZA)  | DNF     |      |
| —           | Derek Froude (NZL)         | DNF     |      |
| —           | Bertrand Itsweire (FRA)    | DNF     |      |
| —           | Sławomir Gurny (POL)       | DNF     |      |
| —           | Cosmas Ndeti (KEN)         | DNF     |      |
| —           | Joaquim Pinheiro (PRT)     | DNF     |      |
| Non partiti |                            |         |      |
| —           | Dave Lewis (GBR)           | DNS     |      |